# 50th Anniversary World Tour
Die 50th Anniversary World Tour [ˈfɪftɪəθ ˌænɪˈvɜːsəri wɜːld tʊə] (englisch für: „50-Jahre-Jubiläums-Welttournee“) war eine viermonatige Welttournee des britischen Blues- und Rockmusikers Eric Clapton. Die Konzerttournee begann am 14. März 2013 in Phoenix und endete am 19. Juni desselben Jahres in Prag.
Die Tournee fand anlässlich zu Claptons 50-jähriger Tätigkeit als professioneller Musiker statt und stellte gleichzeitig das Studioalbum Old Sock vor. Während der Tournee besuchte Clapton die Vereinigten Staaten in Nordamerika und bereiste acht Länder Europas. Im Rahmen der Musiktournee besuchte der Brite erstmals die Länder Litauen und Lettland. Zum Ende der US-Tournee am 12. und 13. April organisierte Clapton das Crossroads Guitar Festival 2013.
Insgesamt spielte Clapton vor über 360.000 Zuschauern und nahm rund 33 Millionen US-Dollar ein.

## Tourneegeschehen
Clapton begann seine Tournee Mitte März mit 17 Konzerten in den Vereinigten Staaten. Weitere Länder des nordamerikanischen Kontinents besuchte der Brite nicht. Während des US-Legs der Reise spielte Clapton in Arenen mit Kapazitäten von 5.000 bis 20.000 Zuschauern. Dieser Abschnitt dauerte etwa einen Monat an und endete mit dem vierten Crossroads Guitar Festival am 12. und 13. April 2013.
Von Anfang Mai bis Mitte Juni bereiste der Brite intensiv den Kontinent Europa und hielt Konzerte im Vereinigten Königreich, Litauen, Lettland, Irland, Polen, Tschechien und Deutschland ab. Aufgrund von schweren Rückenschmerzen sagte der Brite zwei seiner Konzerte in Stuttgart und Wien ab.
Allein Deutschland trat Clapton achtmal (von neun geplanten Konzerten) auf. Er trat insgesamt vor mehr als 360.000 Fans auf.

## Besetzung
Folgende Musiker (permanent oder gastierend) und Vorgruppen traten während der Tournee auf.
| - Eric Clapton – Gitarre, Gesang - Doyle Bramhall II – Gitarre - Greg Leisz – Pedal-Steel-Gitarre - Chris Stainton – Keyboard, Piano - Paul Carrack – Keyboard, Hammond-Orgel | - Willie Weeks – Bassgitarre - Steve Jordan – Schlagzeug - Michelle John – Begleitgesang - Sharon White – Begleitgesang - Jimmie Vaughan – Gitarre (Gast) | - Kurt Rosenwinkel – Gitarre (Gast) - Van Morrison – Gesang (Gast) - Gary Clark, Jr. – Vorgruppe (nur UK-Leg), Gast - Andy Fairweather Low – Vorgruppe (Europa-Leg), Gast - The Wallflowers – Vorgruppe (nur US-Leg) |

## Setlist
Während der Tournee trug der britische Gitarrist eine Mischung von alten Blues-Titeln wie Crossroads, Goin’ Down Slow, Stones in My Passway, Driftin’ Blues und Love in Vain, aber auch alten Hitsongs wie beispielsweise My Father’s Eyes, Tears in Heaven, Wonderful Tonight, Lay Down Sally, Cocaine und Layla vor. Aus dem Anfang 2013 erschienenen Studioalbum Old Sock spielte Clapton lediglich das Lied Gotta Get Over. Zu seinem Geburtstag am 30. März ließ der Brite zu, dass seine Band und das Publikum den Titel Happy Birthday to You vor seiner Zugabe singen.

## Konzerttermine
| Datum           | Stadt           | Land                   | Veranstaltungsort             | Besucherzahl             | Einnahmen     |
| Nordamerika     | Nordamerika     | Nordamerika            | Nordamerika                   | Nordamerika              | Nordamerika   |
| --------------- | --------------- | ---------------------- | ----------------------------- | ------------------------ | ------------- |
| 14. März 2013   | Phoenix         | Vereinigte Staaten     | U.S. Airways Center           | 13.980 / 13.980          | $1.209.221    |
| 16. März 2013   | Houston         | Vereinigte Staaten     | Toyota Center                 | 12.014 / 12.014          | $978.412      |
| 17. März 2013   | Austin          | Vereinigte Staaten     | Frank Erwin Center            | 11.035 / 11.035          | $824.702      |
| 19. März 2013   | Dallas          | Vereinigte Staaten     | American Airlines Center      | 11.579 / 12.200          | $902.095      |
| 20. März 2013   | Oklahoma City   | Vereinigte Staaten     | Chesapeake Energy Arena       | 8.866 / 10.100           | $686.929      |
| 22. März 2013   | Nashville       | Vereinigte Staaten     | Bridgestone Arena             | 13.932 / 13.932          | $1.068.614    |
| 23. März 2013   | New Orleans     | Vereinigte Staaten     | New Orleans Arena             | 12.827 / 12.827          | $962.434      |
| 26. März 2013   | Jacksonville    | Vereinigte Staaten     | Veterans Memorial Arena       | 9.072 / 11.627           | $686.658      |
| 27. März 2013   | Atlanta         | Vereinigte Staaten     | Gwinnett Arena                | 10.827 / 10.827          | $899.465      |
| 29. März 2013   | Hollywood       | Vereinigte Staaten     | Hard Rock Live                | N.N.                     | N.N.          |
| 30. März 2013   | Hollywood       | Vereinigte Staaten     | Hard Rock Live                | N.N.                     | N.N.          |
| 2. April 2013   | Charlotte       | Vereinigte Staaten     | Time Warner Cable Arena       | 14.827 / 14.827          | $1.039.222    |
| 3. April 2013   | Raleigh         | Vereinigte Staaten     | PNC Arena                     | 11.386 / 12.402          | $892.422      |
| 5. April 2013   | Uncasville      | Vereinigte Staaten     | Mohegan Sun Arena             | 5.507 / 5.576            | $962.952      |
| 6. April 2013   | Pittsburgh      | Vereinigte Staaten     | Consol Energy Center          | 14.566 / 14.566          | $1.210.280    |
| 12. April 2013  | New York City   | Vereinigte Staaten     | Madison Square Garden         | — (a)                    | — (a)         |
| 13. April 2013  | New York City   | Vereinigte Staaten     | Madison Square Garden         | — (a)                    | — (a)         |
| Europa          |                 |                        |                               |                          |               |
| 9. Mai 2013     | Dublin          | Irland                 | The O2                        | 7.041 / 7.300            | $754.121      |
| 10. Mai 2013    | Belfast         | Vereinigtes Konigreich | Odyssey Arena                 | 4.337 / 6.000            | $342.908      |
| 13. Mai 2013    | Birmingham      | Vereinigtes Konigreich | LG Arena                      | 7.497 / 7.526            | $742.457      |
| 14. Mai 2013    | Manchester      | Vereinigtes Konigreich | Manchester Arena              | 8.016 / 8.502            | $818.009      |
| 17. Mai 2013    | London          | Vereinigtes Konigreich | Royal Albert Hall             | 33.374 / 33.374          | $3.596.330    |
| 18. Mai 2013    | London          | Vereinigtes Konigreich | Royal Albert Hall             | 33.374 / 33.374          | $3.596.330    |
| 20. Mai 2013    | London          | Vereinigtes Konigreich | Royal Albert Hall             | 33.374 / 33.374          | $3.596.330    |
| 21. Mai 2013    | London          | Vereinigtes Konigreich | Royal Albert Hall             | 33.374 / 33.374          | $3.596.330    |
| 23. Mai 2013    | London          | Vereinigtes Konigreich | Royal Albert Hall             | 33.374 / 33.374          | $3.596.330    |
| 24. Mai 2013    | London          | Vereinigtes Konigreich | Royal Albert Hall             | 33.374 / 33.374          | $3.596.330    |
| 26. Mai 2013    | London          | Vereinigtes Konigreich | Royal Albert Hall             | 33.374 / 33.374          | $3.596.330    |
| 29. Mai 2013    | Frankfurt       | Deutschland            | Festhalle                     | 9.920 / 9.920            | $874.550      |
| 30. Mai 2013    | Berlin          | Deutschland            | O2 World                      | 11.922 / 11.922          | $1.045.230    |
| 1. Juni 2013    | Hamburg         | Deutschland            | O2 World                      | 11.981 / 12.861          | $1.063.810    |
| 2. Juni 2013    | Leipzig         | Deutschland            | Arena Leipzig                 | 11.005 / 11.005          | $1.023.499    |
| 4. Juni 2013    | Kaunas          | Litauen                | Žalgirio Arena                | 19.402 / 19.402          | $2.004.911    |
| 5. Juni 2013    | Riga            | Lettland               | Arēna Rīga                    | 10.003 / 10.003          | $890.014      |
| 7. Juni 2013    | Łódź            | Polen                  | Arena Łódź                    | 11.745 / 11.745          | $913.970      |
| 9. Juni 2013    | München         | Deutschland            | Olympiahalle München          | 12.220 / 12.220          | $1.000.096    |
| 11. Juni 2013   | Wien            | Osterreich             | Wiener Stadthalle             | — (b)                    | — (b)         |
| 12. Juni 2013   | Stuttgart       | Deutschland            | Schleyer-Halle                | — (c)                    | — (c)         |
| 14. Juni 2013   | Oberhausen      | Deutschland            | König-Pilsener-Arena          | 10.880 / 10.880          | $925.444      |
| 15. Juni 2013   | Köln            | Deutschland            | Lanxess Arena                 | 17.653 / 17.653          | $2.109.288    |
| 18. Juni 2013   | Nürnberg        | Deutschland            | Arena Nürnberger Versicherung | 10.000 / 10.000          | $754.300      |
| 19. Juni 2013   | Prag            | Tschechien             | O2 Arena                      | 14.289 / 14.289          | $1.490.005    |
| Zusammenfassung | Zusammenfassung | Zusammenfassung        | Zusammenfassung               | 361.703 / 370.495 (98 %) | + $32.672.348 |